# K (Magazin)
Die :K (sprich: „Doppelpunkt K“) war eine deutschsprachige Fachzeitschrift auf dem Gebiet der industriellen Konstruktion mit Schwerpunktthemen Mechatronik und Maschinensicherheit. Im Mittelpunkt der Berichterstattung standen anwendungsbezogene Konstruktionslösungen. Weiterhin erschienen Markt- und Branchenanalysen, Unternehmensporträts, Interviews sowie die Vorstellung von produkttechnischen Neu- und Weiterentwicklungen.
Die :K erschien in einer Auflage von 24.983 Exemplaren achtmal jährlich im Verlag Henrich Publikationen GmbH, Gilching.

## Geschichte
Im Jahr 2004 erschien die erste Ausgabe der :K. Erster Chefredakteur war Peter Schäfer. Von Anfang an war das Alleinstellungsmerkmal der :K das A4-Plus-Format und ebenso der besondere Augenmerk auf eine besonders ansprechende Visualisierung aller Beiträge. Auf Peter Schäfer folgte im September 2008 Christoph Scholze als Chefredakteur, der vom VNU Verlag aus München wechselte. 2011 übernahm Michael Kleine die Chefredaktion – er war zuvor langjähriger Redakteur der Fachzeitschrift automation, die ebenfalls im Hause Henrich erscheint. Seit 2017 war Hajo Stotz Chefredakteur der:K. Der Maschinenbauingenieur war zuvor langjähriger Chefredakteur der Fachzeitschrift SCOPE aus dem Verlag Weka Business Medien, Darmstadt.

## Sonderpublikationen
- Wer macht was? – Publikation wurde eingestellt. (Erscheinungsweise jährlich, von 2004 bis 2008)

Weitere Sonderpublikationen:
- Partner für Projekte, Schneider Electric (9/2008)
- Die neue Maschinenrichtlinie 2006/42/EG (11/2009)

## Vertrieb
Die :K wurde an einen Pool von 44.910 namentlich bekannten Empfängern aus verschiedenen Industriezweigen zugestellt. Die Steuerung des freien Wechselversands jeder Ausgabe der :K erfolgte anhand ihrer jeweiligen Schwerpunktthemen.

## Crossover Media
Auf der Internetseite von :K informierte ein Newsticker über aktuelle Neuigkeiten aus der Konstruktionsbranche. Online bot :K Konstrukteuren und Konstruktionsleitern mittels Podcasts und Videos von Messen und Veranstaltungen ein breites Informationsangebot. Branchenübergreifende Veranstaltungen, Kooperationen, Firmenübernahmen und Innovationen waren Gegenstand der Top-Themen und für Konstrukteure interessante Produktneuheiten wurden im »Produkt der Woche« vorgestellt. Interessante Persönlichkeiten der Branche kamen zu Wort. Aktuelle News-Meldungen ergänzten das Informationsangebot.
Der wöchentliche Newsletter lieferte ergänzende Hintergrund-Informationen. Zudem wurden alle seit 2005 in :K erschienenen Artikel elektronisch in einer Datenbank archiviert und konnten über Schlag- und Stichwort- sowie Volltextsuche gefunden werden.